# Nick Robinson (Schauspieler)

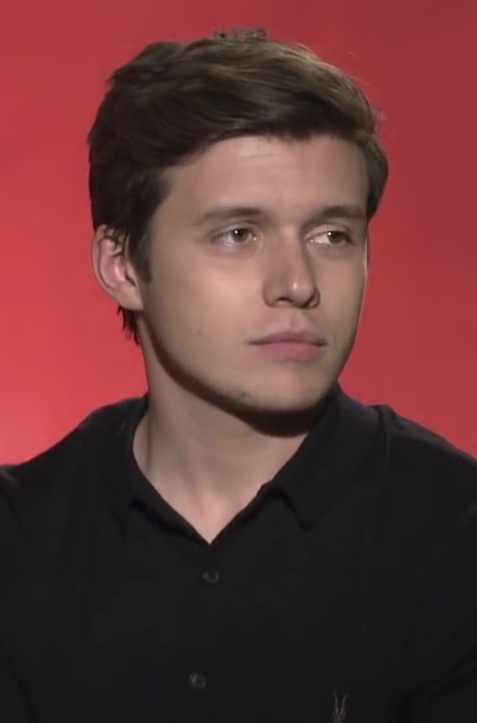
Nick Robinson (2018)

Nicholas John „Nick“ Robinson (* 22. März 1995 in Seattle, Washington) ist ein US-amerikanischer Schauspieler.

## Leben und Karriere
Nick Robinson wurde 1995 in Seattle, Washington geboren und wuchs dort bei seiner Mutter und seinen fünf Geschwistern auf. Im Alter von neun Jahren meldeten ihn seine Eltern in einer lokalen Kindertheatergruppe an. Mit elf absolvierte er sein professionelles Schauspieldebüt auf einer Theaterbühne. 2008 wurde er von Freunden einem Schauspielagenten vorgeschlagen. Dieser war vom Talent Robinsons angetan, weshalb die Familie nach Los Angeles zog. Aufgrund des Autorenstreikes 2007/2008 musste die Familie jedoch nach Washington zurückkehren.
2009 versuchte Robinson es erneut und erhielt nach zweimal gescheitertem Vorsprechen die Hauptrolle des Ryder Scanlon in der ABC-Family-Sitcom Melissa & Joey, die seit 2010 auf dem Sender ausgestrahlt wird. Mit dieser Rolle wurde er erstmals einem größeren Publikum bekannt. 2012 war er unter anderem neben Zendaya in dem Disney Channel Original Movie Beste FReinde sowie in der Fernsehserie Boardwalk Empire zu sehen. 2013 hatte er die Hauptrolle des Joe Toy in dem Independent-Film The Kings of Summer inne.
2015 übernahm er die Rolle des Zach in dem vierten Teil der Jurassic-Park-Filmreihe, Jurassic World. In der Verfilmung von Simon Vs. The Homo Sapiens Agenda (dt. Nur drei Worte) von Becky Albertalli mit dem Titel Love, Simon übernahm er die Hauptrolle des Simon Spier. Es ist der erste Film eines großen Hollywood-Studios, der sich auf eine schwule Teenager-Romanze konzentriert.

## Filmografie (Auswahl)
- 2009: CC 2010 (Kurzfilm)
- 2010: Displaced (Kurzfilm)
- 2010–2015: Melissa & Joey (Fernsehserie, 103 Folgen)
- 2012: Beste FReinde (Frenemies, Fernsehfilm)
- 2012: The Old Switcha-Roo (Kurzfilm)
- 2012: Boardwalk Empire (Fernsehserie, Episode Blue Bell Boy)
- 2013: Kings of Summer (The Kings of Summer)
- 2015: Jurassic World
- 2015: The CavKid (Kurzfilm)
- 2015: Being Charlie – Zurück ins Leben (Being Charlie)
- 2016: Die 5. Welle (The 5th Wave)
- 2017: Du neben mir (Everything, Everything)
- 2018: Krystal
- 2018: Love, Simon
- 2019: Native Son
- 2019: Strange But True
- 2020: Shadow in the Cloud
- 2020: A Teacher (Miniserie, 10 Folgen)
- 2020–2021: Love, Victor (Fernsehserie)
- 2021: Silk Road – Gebieter des Darknets (Silk Road)
- 2021: Maid (Miniserie, 10 Folgen)
- 2024: Damsel
- 2024: Turn Me On